# Anerincleistus purpureus
Anerincleistus purpureus är en tvåhjärtbladig växtart som först beskrevs av Otto Stapf, och fick sitt nu gällande namn av J.F. Maxwell. Anerincleistus purpureus ingår i släktet Anerincleistus och familjen Melastomataceae. Inga underarter finns listade i Catalogue of Life.